# قوات الدفاع الشعبي

العلم الخاص بقوات الدفاع الشعبي

قوات الدفاع الشعبي (بالكردية: Hêzên Parastina Gel)‏ HPG هو الجناح العسكري لحزب العمال الكردستاني (PKK). خلال المؤتمر السابع لحزب العمال الكردستاني في يناير 2000، حلت وحدات الدفاع الشعبي محل الجناح العسكري السابق لحزب العمال الكردستاني، جيش التحرير الشعبي الكردستاني "ARGK". كان الهدف من الاستبدال إظهار البحث عن حل سلمي للنزاع الكردي التركي بعد القبض على عبد الله أوجلان في عام 1999. لعبت قوات الدفاع الشعبي دورًا نشطًا في مفاوضات السلام بين الحكومة التركية وحزب العمال الكردستاني في عام 2013، حيث استضافت وفدًا يتكون من العديد من السياسيين من حزب السلام والديمقراطية (BDP) وأعضاء من جمعية حقوق الإنسان التركية (IHD) ووافقوا على ذلك. بإطلاق سراح جنود من الجيش التركي وكذلك سياسي تركي احتجزوه في الأسر. في عام 2014، شاركت قوات الدفاع الشعبي في القتال ضد تنظيم داعش في سنجار.